# Golpe de Praga
El Golpe de Praga (en checo: Únor 1948, en eslovaco: Február 1948, en ambos casos significa «febrero de 1948»), conocido en la historiografía comunista como «el febrero victorioso» (en checo: Vítězný únor, en eslovaco: Víťazný február) es el nombre con el que se denomina al golpe de Estado realizado por el Partido Comunista, con respaldo soviético, contra el gobierno de Checoslovaquia.
El 25 de febrero de 1948, el presidente de la República de Checoslovaquia, Edvard Beneš, cedió todo el poder a Klement Gottwald y a Rudolf Slánský, después de dos semanas de intensas presiones por parte de la Unión Soviética.
En 1947, Checoslovaquia aceptó el Plan Marshall, pero fue obligada a renunciar por la Unión Soviética. Esto, unido a la posibilidad de que el auge del Partido Comunista se pudiese ver frenado en las elecciones de 1948, precipitó un golpe de Estado comunista. En Occidente, el golpe de Praga tuvo una gran repercusión porque Checoslovaquia era el país más occidental de Europa central y oriental, en el plano geográfico, histórico y político.

## Contexto histórico
Tras el fin de la Segunda Guerra Mundial, el Partido Comunista de Checoslovaquia (KSČ) se encontraba en una posición favorable en el panorama político y social del país.  Su poderosa influencia en la política de Checoslovaquia desde 1920, la cooperación con los partidos no comunistas, su identificación con la Unión Soviética —libertador del país al expulsar a los nazis— y su determinación de convertirse en la fuerza política más importante del país sin alarmar a Occidente (una estrategia seguida también por los partidos comunistas de Italia y Francia) encajaban con la oposición popular a la dominación nazi, el anhelo de un cambio real que le siguió y las nuevas realidades políticas de la vida dentro de la órbita soviética para producir un aumento de 40.000 afiliados en 1945 a 1.35 millones en 1948.
Sin embargo, Klement Gottwald, el líder del KSČ, dijo en 1945 que "a pesar de la situación favorable, el siguiente objetivo no es soviets y socialismo, sino más bien llevar a cabo una revolución nacional democrática muy profunda", vinculando así a su partido a la tradición democrática de Checoslovaquia (incluso afirmaba ser discípulo de Tomáš Masaryk) y al nacionalismo checo mediante la capitalización de intensos y populares sentimientos antialemanes. Durante el período de la posguerra, en colaboración con los otros partidos en una coalición llamada Frente Nacional, los comunistas mantenían la apariencia de estar dispuestos a trabajar dentro del sistema.
Por lo tanto, en las elecciones de 1946 el Partido Comunista Checoslovaco consiguió el 38% del voto.  Esta fue la mejor actuación de la historia por un partido comunista europeo en unas elecciones libres, más que el 22% obtenido por los comunistas húngaros al año siguiente en la única elección libre y justa, después de la guerra, en la zona de influencia soviética.  El presidente Edvard Beneš, que no era comunista pero sí muy susceptible a la cooperación con los soviéticos, esperaba la cooperación entre las potencias aliadas e invitó a Gottwald a ser primer ministro.  Aunque el gobierno todavía tenía una mayoría no comunista (nueve comunistas y diecisiete no-comunistas), el KSČ tenía el control inicial de la policía y las fuerzas armadas y llegó a dominar no solo ministerios clave, como los relacionados con la propaganda, la educación, el bienestar social y la agricultura, sino que también pronto dominaron la administración pública.
Sin embargo, hacia el verano de 1947, el KSČ se había enemistado con sectores enteros de votantes potenciales: las actividades del Ministerio del Interior y la policía eran sumamente ofensivas para muchos ciudadanos, los agricultores se opusieron a hablar de la colectivización y algunos trabajadores estaban enojados con las demandas comunistas de aumentar la producción, sin mejorar los salarios.  La expectativa general era que los comunistas serían derrotados en las elecciones de mayo de 1948. Aquel mes de septiembre, en la primera reunión del Kominform, Andrei Zhdanov observó que la victoria soviética había ayudado a lograr "la victoria completa de la clase obrera sobre la burguesía en todos los países de Europa del Este, excepto en Checoslovaquia, donde la lucha de poder sigue siendo indecisa". Esto implicó claramente que el KSČ debía acelerar su campaña para hacerse con el control total —noción que se reforzó durante la Primavera de Praga, cuando se abrieron los archivos del partido y se demostró que Stalin abandonó la idea de un camino parlamentario para los checos y los eslovacos cuando los partidos comunistas de Francia e Italia, tropezaron en 1947 y 1948—. El líder número dos del KSČ, el secretario general Rudolf Slánský, representó al Partido Comunista Checoslovaco en la reunión y regresó a Praga con un plan para la toma final del poder.  Slánský aseguró que "como en el ámbito internacional hemos pasado a la ofensiva, en el frente interno también".

## Desarrollo del golpe

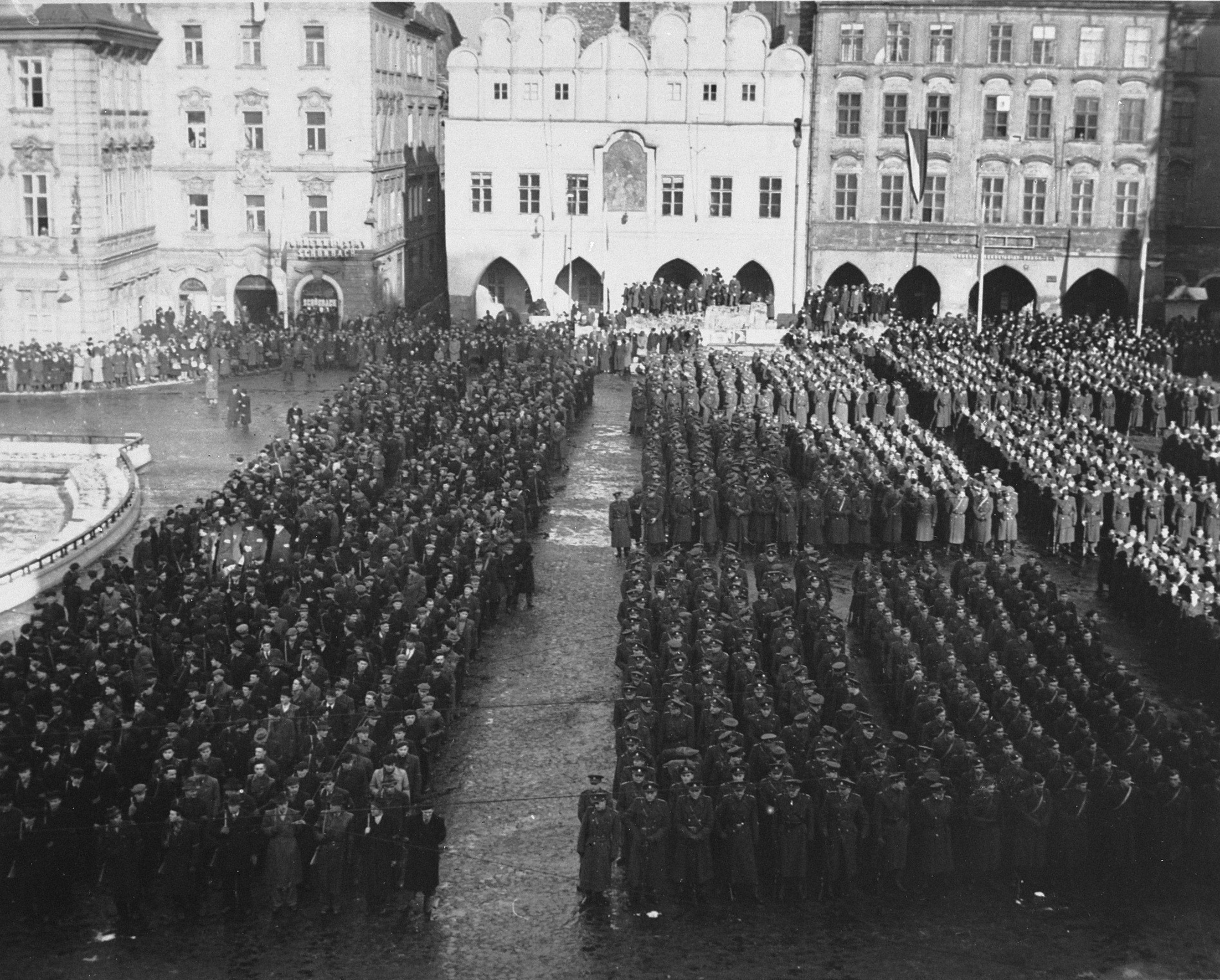
Desfile de policías y milicias en Praga.

Durante el invierno de 1947-1948, la tensión tanto en el gabinete como en el parlamento entre los comunistas y sus opositores llevó a un conflicto cada vez más amargo. La situación se hizo crítica en febrero de 1948, cuando el ministro comunista del interior, Václav Nosek, extendió ilegalmente su poder tratando de purgar los restantes elementos no comunistas en el Cuerpo Nacional de Policía. El aparato de seguridad y la policía se transformaban en instrumentos al servicio del KSČ, que ponían en peligro las libertades cívicas básicas.
El 12 de febrero, los no comunistas en el gabinete exigieron castigo para los infractores comunistas en el gobierno y el fin de esta subversión, pero Nosek, respaldado por Gottwald, se negó. Tanto él como sus compañeros comunistas amenazaron con utilizar la fuerza y, con el fin de evitar la derrota en el Parlamento, los grupos movilizados de sus seguidores en el país. El 21 de febrero, doce ministros no comunistas dimitieron en protesta después de que Nosek se negase a reincorporar a ocho oficiales de policía de alto rango no comunistas a pesar de una mayoría de votos del gabinete a favor de hacerlo. Los no comunistas asumieron que Beneš se negaría a aceptar su renuncia, manteniéndolas en un gobierno de transición y en el proceso avergonzando a los comunistas lo suficiente como para hacer que cedan. Beneš inicialmente insistió en que ningún nuevo gobierno podría estar formado por ministros de los partidos no comunistas. Sin embargo, el clima de creciente tensión, junto con manifestaciones masivas dirigidas por los comunistas en todo el país convencieron a Beneš de mantenerse neutral, por temor a que el KSČ fomentase una insurrección y diese al Ejército Rojo un pretexto para invadir el país y restablecer el orden.

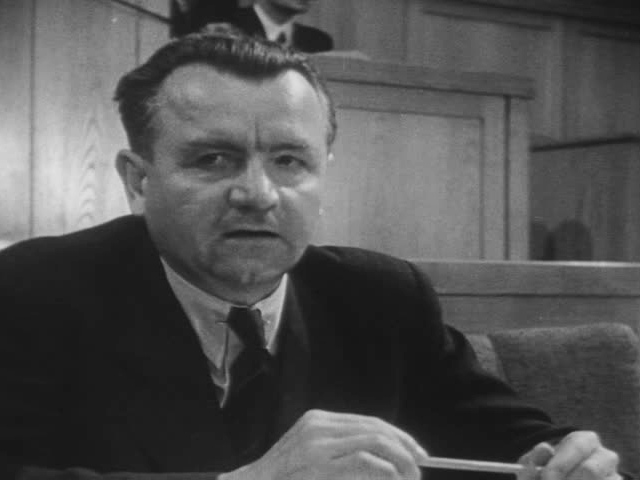
Klement Gottwald fue el principal beneficiado del golpe comunista que derrocó a Beneš.

De haber seguido Beneš esta línea, los comunistas no habrían sido capaz de formar gobierno. Solo había dos formas no violentos de resolver la crisis: ceder el paso a los no comunistas o correr el riesgo de la derrota en las elecciones anticipadas que el KSČ no habría tenido tiempo de amañar. Los no comunistas vieron esto como una oportunidad, la necesidad de actuar con rapidez antes de que el Ministerio del Interior tuviese el control total sobre la policía y obstaculizase el proceso electoral libre. Los ministros no comunistas parecían comportarse como si fuera solo el preludio a la anticuada crisis gubernamental de 1939, sin saber que los comunistas se estaban movilizando desde abajo para tomar el poder por completo. La llegada a Praga del embajador soviético, Valerian Zorin, para organizar el golpe de Estado es un ejemplo de ello. Las milicias armadas y la policía se hicieron cargo de Praga, se montaron manifestaciones comunistas y fue disuelta una manifestación estudiantil anticomunista. Los ministerios de los ministros no comunistas fueron ocupados, los funcionarios despedidos y a los ministros se les impidió entrar en sus propios ministerios. El ejército fue confinado a sus cuarteles y no interfirió.

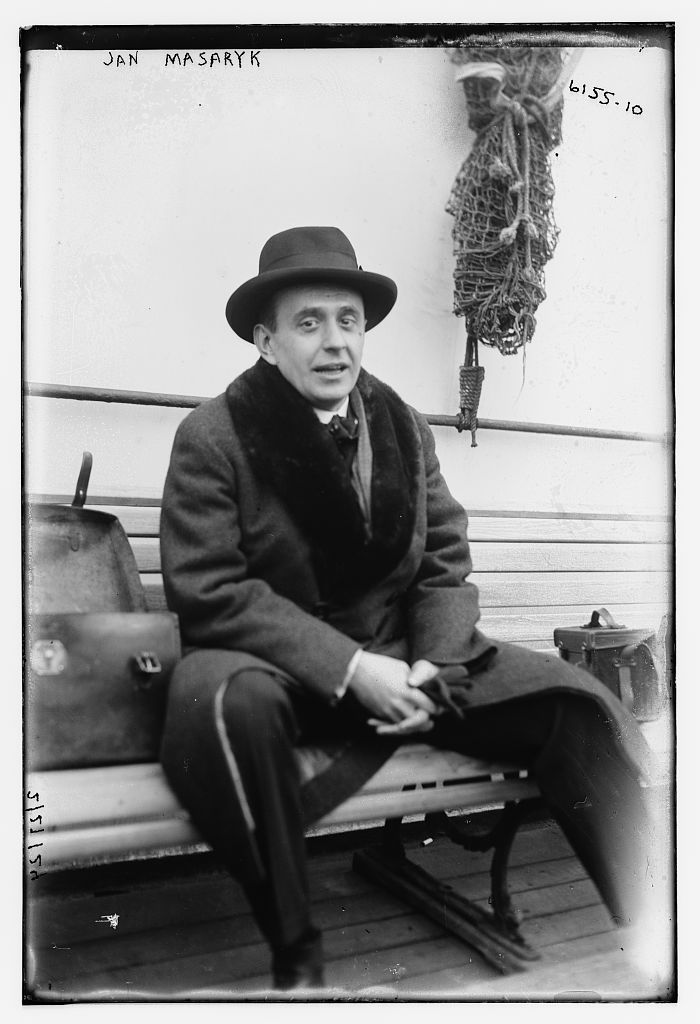
Jan Masaryk, ministro de exteriores del gobierno de Beneš, murió en 1948 en lo que se creyó que fue un suicidio pero que se terminó descubriendo que fue asesinado por los comunistas que acababan de llegar al poder.

Los "comités de acción" comunistas y las milicias sindicales se establecieron rápidamente, armados y enviados a la calle, además de estar preparados para llevar a cabo una purga de anticomunistas. En un discurso ante 100 000 de estas personas, Gottwald amenazó con una huelga general a menos que Beneš acordase la formación de un nuevo gobierno dominado por comunistas. Zorin llegó a ofrecer los servicios del Ejército Rojo, acampados en las fronteras del país. Sin embargo, Gottwald declinó la oferta, pues creía que la amenaza de la violencia combinada con una fuerte presión política sería suficiente para forzar a Beneš a rendirse. Como dijo después del golpe, Beneš "sabe lo que es la fuerza y esto lo llevó a evaluarlo [el momento/situación] de forma realista".
El 25 de febrero de 1948, Beneš, temerosos ante la posibilidad de una guerra civil y una intervención soviética, capituló. El ya expresidente aceptó las renuncias de los ministros no comunistas y nombró un nuevo gobierno de acuerdo con las demandas del KSČ. Gottwald continuó como primer ministro de un gobierno dominado por comunistas y socialdemócratas pro-Moscú. Los miembros de los partidos Popular Checoslovaco, Nacional Social Checo y Democrático todavía figuraban, por lo que el gobierno seguía siendo nominalmente una coalición. Sin embargo, estos partidos fueron tomados por simpatizantes comunistas y los ministros de estos partidos fueron meros compañeros de ruta. El único ministro de alto rango que no era comunista o compañero de ruta era el ministro de Exteriores, Jan Masaryk, quien sin embargo fue encontrado muerto dos semanas después. Tras el golpe de Estado, los comunistas se movieron rápidamente para consolidar su poder. Miles de personas fueron despedidas y otras cientos fueron arrestadas; produciéndose asimismo miles de casos de deserciones del país.
El 9 de mayo se proclamó una nueva Constitución que declaraba a Checoslovaquia una "democracia popular", aprobada por el Parlamento. Aunque no era un documento totalmente comunista, estaba lo suficientemente cerca para el modelo soviético que Beneš se negó a firmarlo. En las elecciones del 30 de mayo, los votantes se presentaron con una sola lista del Frente Nacional, que oficialmente ganó el 89,2% de los votos, dentro de la lista del Frente Nacional, los comunistas y los socialdemócratas (que luego se fusionaron) tenían la mayoría absoluta. Prácticamente todos los partidos no comunistas que habían participado en las elecciones de 1946 estuvieron, también, representados en el Frente Nacional y, por lo tanto, recibieron escaños parlamentarios. Sin embargo, en ese momento todos se habían transformado en socios leales al partido comunista. El Frente Nacional se convirtió en una amplia organización patriótica dominada por el partido comunista que ejercía el monopolio sobre el sistema político. Consumido por estos eventos, Beneš dimitió el 2 de junio y fue sucedido por Gottwald doce días después.

## Consecuencias
Checoslovaquia permaneció como un Estado socialista hasta la Revolución de Terciopelo de 1989. De manera más inmediata, el golpe de Estado se convirtió en sinónimo de la Guerra Fría, al ser el último país de Europa del Este en transformarse en socialista, lo que provocó una profunda conmoción en Occidente al quedarse fuera del bloque capitalista.
Además, finalmente desacreditó los movimientos soviéticos para evitar la formación de un estado de Alemania Occidental y se aceleró la construcción de una alianza de Europa occidental, el Tratado de Bruselas, el mes siguiente, donde la seguridad mutua fue la nueva consigna. Hasta principios de 1948, los representantes occidentales y soviéticos habían comunicado en las reuniones regulares a nivel de ministro de Relaciones Exteriores, el golpe checo constituía una ruptura definitiva de las relaciones entre las dos superpotencias, con Occidente ahora señalando su voluntad de comprometerse, en respuesta a este contexto, a la confrontación con el bloque socialista; incluyendo que una Francia anteriormente vacilante exigiera una alianza militar con promesas concretas para ayudar en ciertas circunstancias. Desde el punto de vista de Moscú, el momento del golpe no podía haber sido peor elegido. La crisis de gobierno en Praga duró del 20 al 27 de febrero, justo cuando los ministros de exteriores occidentales se reunían en Londres.